# Чешская система мер
Че́шская систе́ма мер — система единиц длины, которая была принята в Чешском королевстве и постепенно вышла из употребления. Система была стандартизирована в 1268 году, во время правления чешского короля Пржемысла Оттокара II. В 1756 году её сменила австрийская система мер.
Основной единицей длины являлся пражский локоть, равный 593 мм.
| Единица длины  | Чешское наименование | Значение | Отношение к другим единицам |
| -------------- | -------------------- | -------- | --------------------------- |
| зерно          | zrno                 | 4,94 мм  | 1/120 локтя                 |
| перст          | prst                 | 1,98 см  | 4 зерна, 1/30 локтя         |
| длань          | dlaň                 | 7,91 см  | 4 перста                    |
| пядь           | píď                  | 19,8 см  | 10 перстов, 1/3 локтя       |
| локоть         | loket                | 59,3 см  | 3 пяди                      |
| мерная верёвка | zemský provazec      | 24,9 м   | 42 локтя                    |
| йитро          | jitro                | 125 м    | 5 верёвок, 210 локтей       |
| прут           | prut                 | 623 м    | 5 ютор, 1050 локтей         |
| четверть       | čtvrť                | 1,87 км  | 3 прута, 3150 локтей        |
| лан (поле)     | lán                  | 7,47 км  | 4 четверти, 12600 локтей    |